# Steengoed

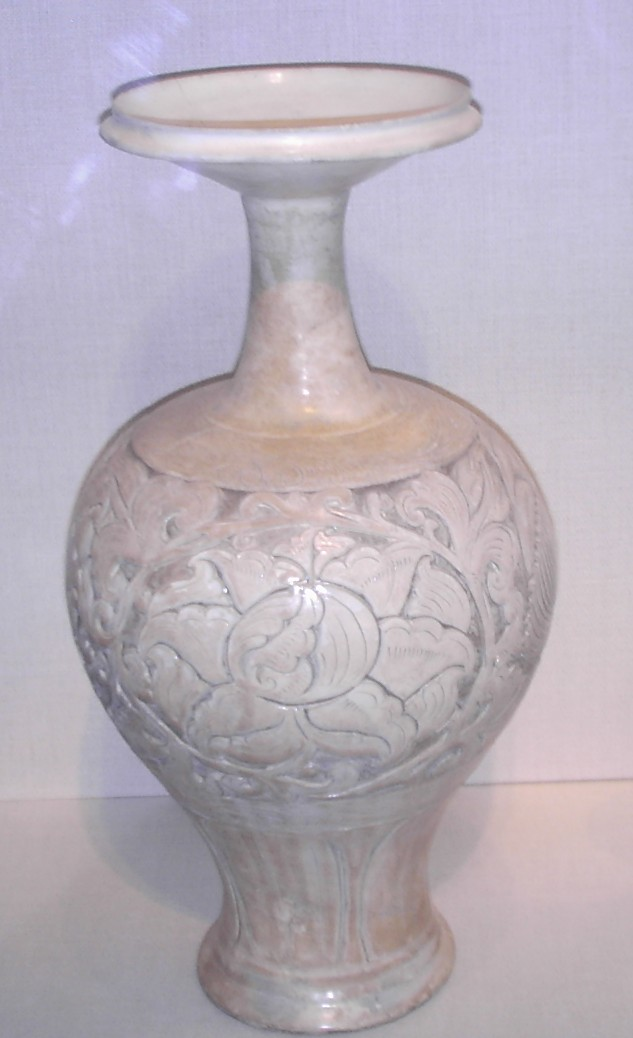
Vaas gemaakt van steengoed uit de Song-dynastie

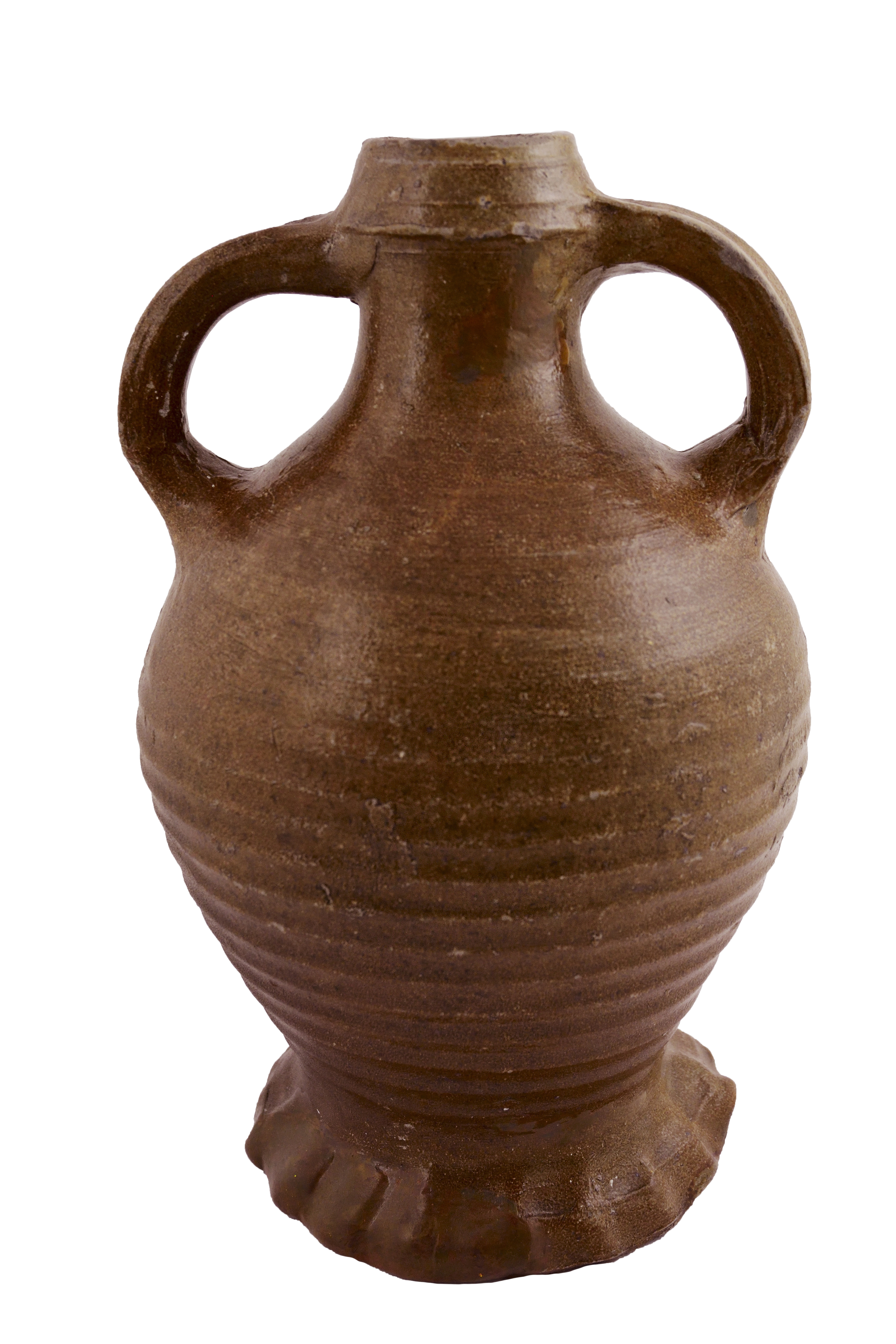
Kruik in geglazuurd steengoed vervaardigd in het Rijnland tussen ca. 1350 en 1450. Archeologische vondst uit Brugge.

Steengoed of gres is een keramisch materiaal dat gemaakt is van een kleisoort (meestal oude tertiaire klei) die tegen hoge temperaturen bestand is. De eigenschappen van steengoed zitten in tussen die van aardewerk en porselein. Het wordt gebakken bij 1150 tot 1350 °C, waarbij het versintert, waardoor het niet-poreus is en ondoordringbaar wordt voor de meeste vloeistoffen. Het is ook goed bestand tegen zuren.
Reeds in de 13e eeuw werd in het gebied rondom Keulen steengoed geproduceerd. In de 12e en 13e eeuw konden pottenbakkers niet heter stoken dan circa 1150 graden en daarmee werden aardewerkvormen (vooral kannen) in protosteengoed vervaardigd. Dat baksel is nog niet geheel versinterd en voelt nog ruw aan vanwege de magering met zand. In de stad Siegburg werden rond 1275 de eerste echt versinterde steengoedkannen geproduceerd. Andere centra, zoals Langerwehe, Frechen, Brühl volgden later. In Brunssum-Schinveld (zuid Limburg) en Elmpt-Brüggen (Duitse grensregio bij Venlo-Roermond) waren in de middeleeuwen ook pottenbakkerscentra van steengoed-vaatwerk. Het Rijnlandse steengoed werd in Keulen op de markt gebracht. De term ‘Keulse potten’ voor steengoedpotten en kannen uit de 19e en 20ste eeuw is te herleiden tot de plek waar steengoed werd verhandeld, maar dat product met kenmerkende kobaltblauwe decoraties werd in het Westerwald bij Siegburg geproduceerd. Steengoed is vaak van een zoutglazuur voorzien, maar ijzer-engobe en leemglazuren komen ook voor.
Door zijn grote slijtvastheid is steengoed ook een bijzonder geschikt materiaal voor vloertegels, traptreden en vensterbanktegels.

## Gresbuizen
Van 'gresklei' ofwel ijzeraarde mechanisch geperste rioolbuizen werden vanaf 1880 gebruikt. Riolering moet bestand zijn tegen een hoge zuurgraad, en daar kan steengoed goed aan voldoen. Het heeft een grote duurzaamheid en is vormvast. Door het broze karakter van het materiaal heeft het echter een beperkte weerstand tegen mechanische belastingen.
In Belgisch- en Nederlands-Limburg zijn vanouds veel fabrikanten van gresbuizen gevestigd, onder andere bij Tegelen, Belfeld, Beesel,  Swalmen en Hasselt (Keramo).